# Egyfázisú hálózat

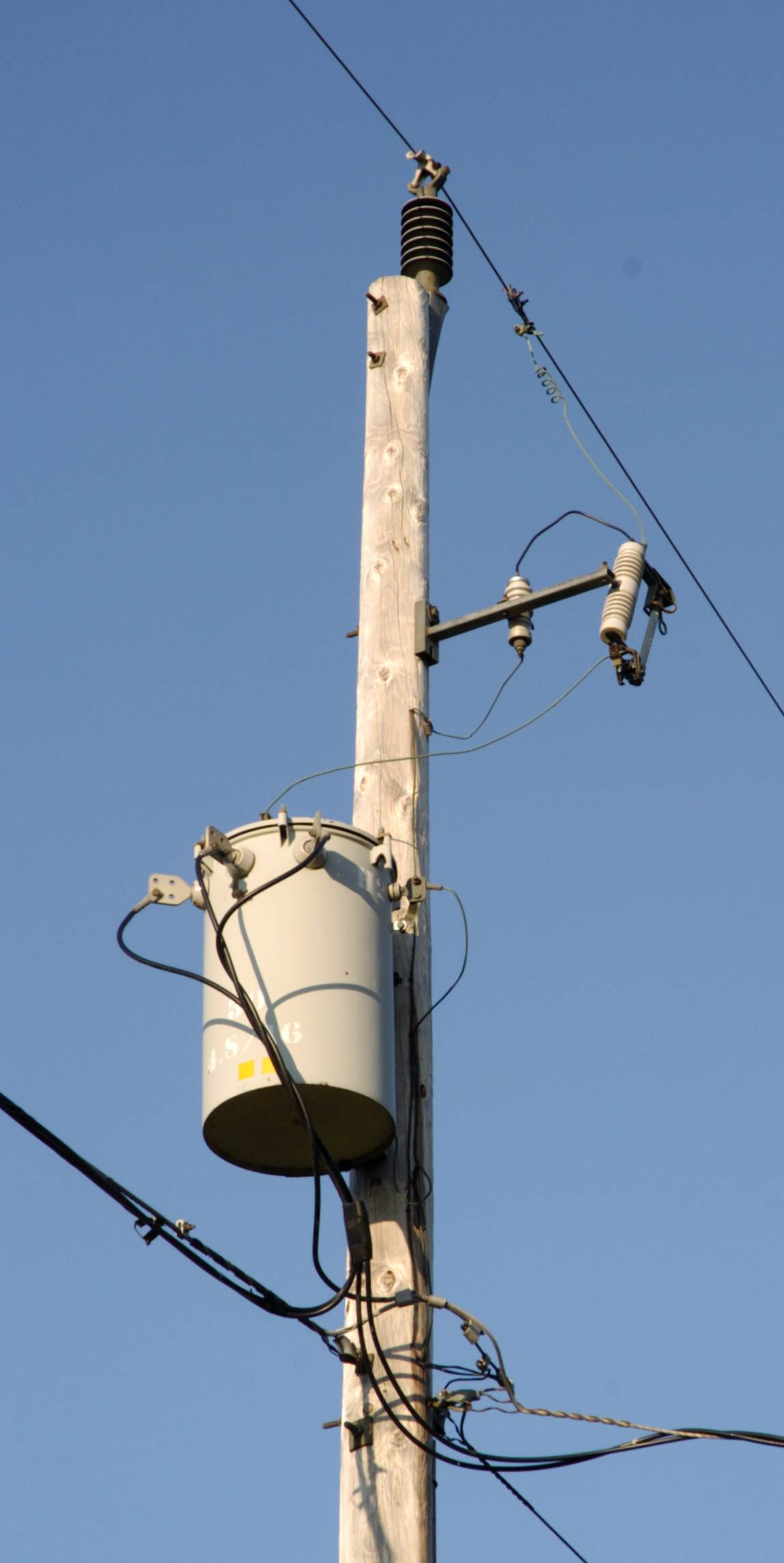
Egyfázisú transzformátor oszlopon (Kanada)

Az egyfázisú villamos hálózat elosztását váltakozó áramú elektromos rendszer végzi, amelyben a feszültségek a fogyasztók által igényeltnek felelnek meg.
Egyfázisú betáplálást alkalmaznak kisebb terhelést igénylő világítási és fűtési rendszereknél és néhány nagyobb teljesítményű elektromos motornál. Az egyfázisú ellátáshoz kapcsolódó váltakozó áramú villanymotor nem hoz létre forgó mágneses mezőt, az egyfázisú motoroknak az elindításához szükség van további áramköri elemekre (például kondenzátorra) és az ilyen motorok ritkán haladják meg a 10 kW-teljesítmény felvételt.
Az egyfázisú rendszerek szabványos frekvencia értéke 50 vagy 60 Hz lehet. Különleges egyfázisú vontatási villamos hálózatoknál (vasútnál) a frekvencia 16,67 Hz.

## Alkalmazása
Egyfázisú áramelosztást széles körben használják különösen a vidéki területeken, ahol túl költséges kiépíteni a háromfázisú hálózatot és a villamos motorok általában kisebb teljesítményűek és nem igényelnek 3 fázist.
Az egyfázisú hálózat áramkörének kettő vezető vezetékre van szüksége, ezek neve fázis (F) és nulla (N). Ezek ritkán felcserélhetőek, hiszen az áram iránya gyorsan váltakozik. A gyakorlatban azonban sok eset van, amikor megkülönböztetésük lényeges, emiatt a vezetékek színét is egységesen és jól megkülönböztethetően alkalmazzák, elterjedt a fázishoz a fekete, a nullához a kék színű szigetelés használata.

## Érdekességek
A nagy teljesítményű villamos hálózatok több száz kV-osak, ezek szinte mindig háromfázisú rendszerek. A legtöbb helyen a betáplálás általában, ami rendelkezésre áll az egyfázisú függően ez változhat az áramszolgáltató szabványaitól. Az Egyesült Királyságban egy egyfázisú háztartási betáplálás 100 A vagy akár 125 A is lehet, ami azt jelenti, hogy alig kell 3 fázis a hazai vagy kisebb kereskedelmi épületekben. A többi európai országban jóval kevesebb helyen alkalmaznak egyfázisú hálózatot, mivel több helyen a házaknak 3 fázisú a betáplálása.
Egyfázisú hálózatot lehet alkalmazni az elektromos vasútnál; a legnagyobb egyfázisú generátor a világon a Neckarwestheim Atomerőmű által ellátott vasúti villamos vontatási rendszer.

## Áramütés elleni védelem, földelés
Általában van egy harmadik vezeték a egyfázisú hálózatoknál (a nulla és a fázis vezetőn kívül) ez az úgynevezett föld (vagy "biztonsági földelés") (Egyesült Államok) vagy védőföldelés (Egyesült Királyság, Európa, IEC), ezt a vezetőt használják áramütés elleni védelemre, ami csak akkor kerül feszültség alá, ha testzárlat van. Számos különböző földelő rendszert alkalmaznak (TT, IT, TN, stb).

## Fordítás
- Ez a szócikk részben vagy egészben  a   Single-phase_electric_power című angol Wikipédia-szócikk ezen változatának fordításán alapul.  Az eredeti cikk szerkesztőit annak laptörténete sorolja fel. Ez a jelzés csupán a megfogalmazás eredetét és a szerzői jogokat jelzi, nem szolgál a cikkben szereplő információk forrásmegjelöléseként.